# Henry Sy
Henry Sy sr. (Xiamen, 15 oktober 1924 - Makati, 19 januari 2019) was een Filipijns ondernemer en investeerder. 
Sy begon in 1958 een schoenenwinkel in Manilla die uitgroeide tot ShoeMart. Gedurende tientallen jaren bouwde hij dit bedrijf steeds verder uit, tot hij met SM Investments een van de grootste conglomeraten van de Filipijnen bezat. Gedurende de laatste elf jaar van zijn leven werd Sy door het tijdschrift Forbes elk jaar uitgeroepen tot rijkste inwoner van de Filipijnen. Bij zijn overlijden werd zijn vermogen geschat op 19 miljard dollar. Hij was daarmee de nummer 53 op de lijst van rijkste mensen van de wereld.